# Raión de Krasyliv
Raión de Krasyliv (en ucraniano: Красилівський район) es un antiguo raión o distrito de Ucrania en el óblast de Jmelnitski. 
Comprende una superficie de 1180 km².
La capital fue la ciudad de Krasyliv.

## Demografía
Según estimación 2010 contaba con una población total de 56799 habitantes.

## Otros datos
El código KOATUU fue 6822700000. El código postal 31000 y el prefijo telefónico +380 3855.